# Та мржња коју сејеш (филм)
Та мржња коју сејеш (енгл. The Hate U Give) америчка је филмска драма из 2018. године, у режији Џорџа Тилмана Млађег, по сценарију Одри Велс. Темељи се на истоименом роману Енџи Томас. Главне улоге тумаче: Амандла Стенберг, Реџина Хол, Расел Хорнсби, Кеј-Џеј Апа, Сабрина Карпентер, Common и Ентони Маки.
Премијера је приказана 7. септембра 2018. године на Филмском фестивалу у Торонту, док је од 5. октобра исте године 20th Century Fox приказивао у биоскопима. Зарадио је преко 34 милиона долара широм света, наспрам буџета од 23 милиона. Добио је позитивне рецензије критичара, посебно за глумачку поставу, режију и сценарио.

## Радња
Стар Картер стално балансира између два света: сиромашног црначког краја у коме живи и богатог, већински белачког света школе коју похађа. Тај несигурни склад је поремећен кад Стар присуствује фаталној пуцњави у којој полицајац убија њеног најбољег друга из детињства, Халила. Суочавајући се с притиском заједнице, Стар мора да скупи снагу и заложи се за правду.

## Улоге
| Глумац            | Улога          |
| ----------------- | -------------- |
| Амандла Стенберг  | Стар Картер    |
| Реџина Хол        | Лиса Картер    |
| Расел Хорнсби     | Маверик Картер |
| Алџи Смит         | Халил Харис    |
| Ламар Џонсон      | Севен Картер   |
| Иса Реј           | Ејприл Офра    |
| Кеј-Џеј Апа       | Крис Брајант   |
|                   | Карлос         |
| Ентони Маки       | Кинг           |
| Доминик Фишбек    | Кенја          |
| Сабрина Карпентер | Хејли Грант    |
| Меган Лолес       | Маја Јанг      |
| Ти-Џеј Рајт       | Секани Картер  |